# Sainey Sanyang
Sainey Sanyang (Old Jeswang, 18 aprile 2003) è un calciatore gambiano, difensore del CSKA Sofia e della nazionale gambiana.

## Carriera

### Club
Ha iniziato la carriera in Gambia con l'Hawks FC. Il 25 giugno 2023 è stato acquistato a titolo dal CSKA Sofia, club della prima divisione bulgara, ed il 16 luglio ha esordito nell'incontro di Părva profesionalna futbolna liga pareggiato 0-0 contro l'Hebăr Pazardžik. Ha concluso la stagione 2023-2024 con 16 presenze in campionato, 3 presenze in Coppa di Bulgaria e 2 presenze nei turni preliminari di Conference League, venendo poi riconfermato in squadra anche per la stagione 2024-2025, nella quale mette a segno 2 reti in 14 presenze nella prima divisione bulgara.

### Nazionale
Nel 2023 ha partecipato con il Gambia Under-20 alla Coppa delle nazioni africane Under-20 ed al campionato mondiale Under-20.

## Statistiche

### Presenze e reti nei club
Statistiche aggiornate al 26 maggio 2025.
| Stagione        | Squadra         | Campionato      | Campionato | Campionato | Coppe nazionali | Coppe nazionali | Coppe nazionali | Coppe continentali | Coppe continentali | Coppe continentali | Altre coppe | Altre coppe | Altre coppe | Totale | Totale | Totale |
| Stagione        | Squadra         | Comp            | Pres       | Reti       | Comp            | Pres            | Reti            | Comp               | Pres               | Reti               | Comp        | Pres        | Reti        | Pres   | Reti   |        |
| --------------- | --------------- | --------------- | ---------- | ---------- | --------------- | --------------- | --------------- | ------------------ | ------------------ | ------------------ | ----------- | ----------- | ----------- | ------ | ------ | ------ |
| 2023-2024       | CSKA Sofia      | 1L              | 16         | 0          | CB              | 3               | 0               | UECL               | 2                  | 0                  |             | -           | -           | 21     | 0      |        |
| 2024-2025       | CSKA Sofia      | 1L              | 14         | 2          | CB              | 1               | 0               |                    | -                  | -                  |             | -           | -           | 15     | 2      |        |
| Totale carriera | Totale carriera | Totale carriera | 30         | 2          |                 | 4               | 0               |                    | 2                  | 0                  |             | -           | -           | 36     | 2      |        |